# Avenue de Montmorency
Pour les articles homonymes, voir Montmorency.
Ne doit pas être confondu avec Villa Montmorency, Boulevard de Montmorency ou Rue de Montmorency.
L'avenue de Montmorency est une voie privée dans la villa Montmorency du 16e arrondissement de Paris, en France.

## Situation et accès
L'avenue de Montmorency est une voie privée située dans la villa Montmorency, dont elle constitue la principale entrée.

L'avenue, à l'est de la villa Montmorency.

## Origine du nom
Comme le boulevard de Montmorency et la villa du même nom, l'avenue de Montmorency est ouverte par la Compagnie du chemin de fer de Paris à Saint-Germain grâce à la vente d'un terrain par la famille de Montmorency,.

## Historique
Cette voie est ouverte sur le domaine où se trouvait autrefois le château de Boufflers et son parc, vendus en 1852 afin de permettre l'aménagement de la gare d'Auteuil et de la villa Montmorency voisine,.